# مادام باترفلای (فیلم ۱۹۳۲)
مادام باترفلای (انگلیسی: Madame Butterfly) فیلمی به کارگردانی ماریون گرینگ است که در سال ۱۹۳۲ منتشر شد. از بازیگران آن می‌توان به سیلویا سیدنی، کری گرانت، شارلی روگلز، اروینگ پیکل و برتون چرچیل اشاره کرد.